# Wetenschappelijke gemeenschap

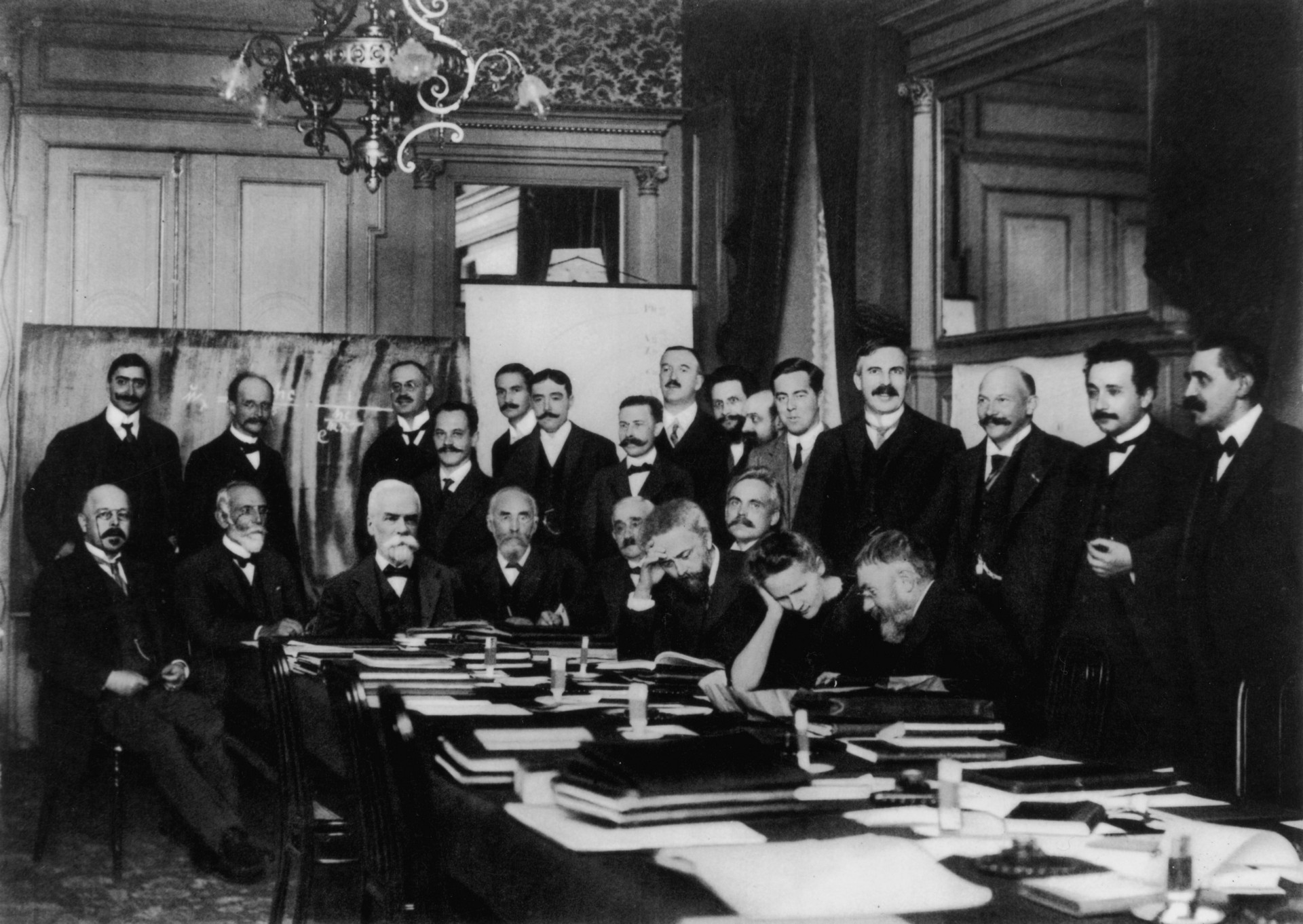
Groepsfoto van natuurkundigen tijdens de Solvayconferentie in 1911.

De wetenschappelijke gemeenschap of "wetenschappelijke wereld" is het geheel van wetenschappers en hun onderlinge relaties en interacties, die het studieobject vormen van de wetenschapssociologie. De gemeenschap is onder te verdelen in vakdisciplines of vakgebieden, die als subgemeenschappen fungeren.

## Algemeen
In de wetenschap wordt objectiviteit van wetenschappelijk onderzoek nagestreefd door de wetenschappelijke methode te gebruiken. Via peer review tijdens debatten, conferenties, symposia en bij publicaties in wetenschappelijke tijdschriften helpt de wetenschappelijke gemeenschap de objectiviteit te bewaken, waardoor de kwaliteit van de wetenschappelijke methode en de interpretatie van resultaten gewaarborgd wordt.

## Geschiedenis
Tot halverwege de 20e eeuw waren de leden van de wetenschappelijke gemeenschap allemaal lid van academische genootschappen en verenigingen, die behalve op vakgebied ook op nationaliteit waren ingedeeld. De internationale wetenschappelijke gemeenschap was in die tijd nog veel duidelijker verdeeld in nationale scholen, waardoor nationaliteit en een bepaalde wetenschappelijke stroming vaak hand in hand gingen. Dat sloot de onderlinge communicatie niet uit, integendeel: onderlinge discussies zorgden voor een gemeenschapsgevoel (de zogenaamde res publica literaria). Dit was mede de oorzaak voor het ontstaan van een eenheidsgevoel onder de Europese maatschappelijke elite van de 19e eeuw, dat als een vroege vorm van europeanisme kan worden gezien.
Tegenwoordig zijn er geen verenigingen of genootschappen die de complete wetenschappelijke gemeenschap van hun vakgebied of nationaliteit vertegenwoordigen. Lidmaatschap van een genootschap speelt wel een belangrijke rol bij netwerken en wetenschappelijke status.

## Lidmaatschap en status
Er bestaat geen officieel lidmaatschap van de wetenschappelijke gemeenschap. Een wetenschapper wordt vaker betrokken bij een peer review (collegiale toetsing van nieuw gepubliceerd onderzoek) als zijn wetenschappelijke status hoger is. Deze status wordt bereikt via opleiding, huidige en voormalige werkzaamheden in het onderzoek en de status van het instituut waar de opleiding is genoten; dit laatste is overigens in bijvoorbeeld de Verenigde Staten of Groot-Brittannië belangrijker dan in Nederland of België. Belangrijker nog is de publicatielijst van de onderzoeker. Ook wetenschappelijke sociale netwerken spelen een belangrijke rol. Wetenschapssociologische studies  hebben aangetoond dat sekse, etniciteit en sociale klasse een belangrijke rol spelen bij de status van een wetenschapper binnen een wetenschappelijke gemeenschap.
Om als lid te worden beschouwd van de wetenschappelijke gemeenschap binnen een bepaald vakgebied is meestal de graad van doctor nodig, die slechts behaald kan worden door gedegen wetenschappelijk onderzoek te doen, en daarop te 'promoveren' via een wetenschappelijke promotie. Om in de gemeenschap geaccepteerd te blijven zal de onderzoeker moeten publiceren in wetenschappelijke tijdschriften, internationale conferenties over zijn vakgebied moeten bezoeken, en met zijn collega’s in contact blijven. Na het behalen van de doctorsgraad zal de onderzoeker door postdoc-posities en docent- en hoogleraarschappen verder carrière maken. Anderen vinden werk in het bedrijfsleven, overheidsinstituten of wetenschappelijke onderzoeksinstituten buiten de universiteiten. De status van de bij een universiteit werkzame onderzoekers is gewoonlijk hoger dan die van anderen, hoewel in principe de publicatielijst van een onderzoeker zijn status bepaalt.
“Leden” van de gemeenschap die werkzaam zijn in hetzelfde vakgebied hoeven niet per se samen te werken of collega’s te zijn. De communicatie binnen de gemeenschap verloopt via het toetsen van onderzoek (peerreview)s en hypotheses in wetenschappelijke tijdschriften of het bezoeken van conferenties waar nieuw onderzoek gepresenteerd wordt en ideeën worden uitgewisseld en bediscussieerd. In een bepaald vakgebied bevat de gemeenschap meestal veel tegenstanders of concurrenten, waarmee een onderzoeker juist opzettelijk niet al zijn onderzoek zal delen.